# ユルバルカス
ユルバルカス（リトアニア語: Jurbarkas  発音）は、リトアニアの都市。ネムナス川（ネマン川）の右岸に位置する。

## 人口
- 1823年 - 3,000人
- 1885年 - 2,869人
- 1897年 - 7,400人
- 1904年 - 6,490人
- 1923年 - 4,409人
- 1939年 - 5,200人
- 1959年 - 4,422人
- 1970年 - 6,541人
- 1974年 - 10,500人
- 1976年 - 11,200人
- 1979年 - 10,644人
- 1989年 - 14,310人
- 2001年 - 13,797人
- 2011年 - 11,232人

## 著名人
- ウィリアム・ゾラック (William Zorach) - ユダヤ人彫刻家。

## 提携都市
- ポーランド Ryn
- ドイツ クライルスハイム
- ドイツ Lichtenberg
- ロシア ネマン